# ジバニャン
ジバニャンは、レベルファイブによる『妖怪ウォッチ』に登場する架空の妖怪キャラクター。レベルファイブ所属の長野拓造がデザインした。強い怨念をもったネコの地縛霊というイメージから耳を削り、尾を2本つけ、顔には火の玉の模様を入れた。また昭和のイメージから腹巻きが巻かれた。男女問わず子どもに人気が出るように最終的に丸々としたデザインとなった。長野はジバニャンの最終的なかわいらしいデザインについては、コマさんなどのデザインを担当した同社の田中美穂によると明かしている。ジバニャンは生前は「エミちゃん」という少女に飼われており、名前は「アカマル」だった。車にひかれて亡くなり、地縛霊となる。
声は小桜エツコが務める。なお、『映画 妖怪ウォッチ シャドウサイド 鬼王の復活』ではジバニャンが「伝説の猫妖怪」に変貌するため声優は黒田崇矢に変更されている。
「ファミ通アワード2014」では最優秀キャラクター賞にジバニャンが選出された。2021年に行われたねとらぼ（ITmedia）による「『妖怪ウォッチ』であなたが好きな妖怪は?」というインターネットアンケートでは、11.2パーセントの得票率を得て2位にランクインした。ジバニャンはそのかわいらしさから日本での強い人気を獲得しており、ファミ通は「国民的人気妖怪」と評した。

## プロモーション

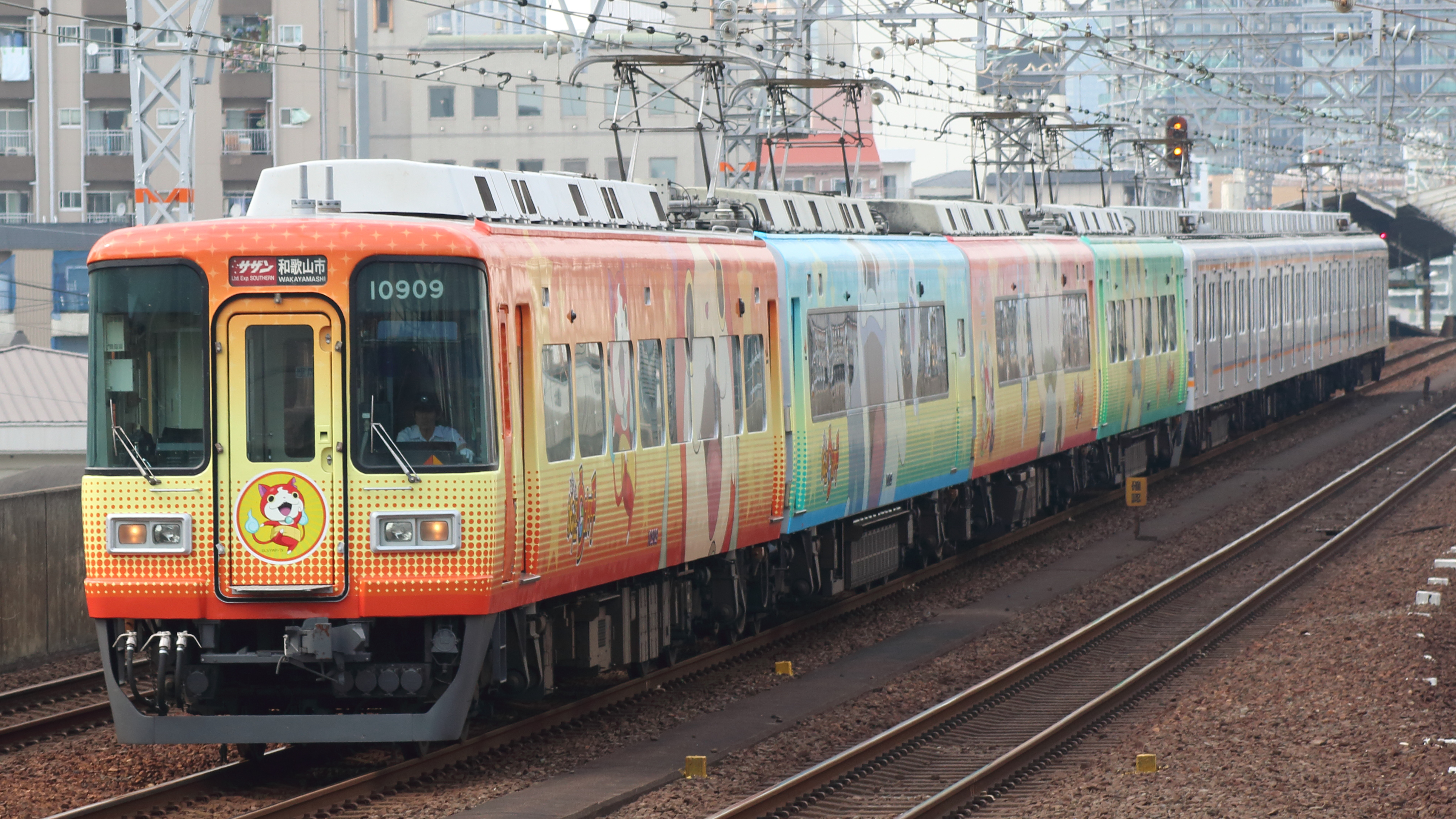
2015年6月、南海10000系特急サザン。ジバニャンがデザインされたラッピング車両。

ジバニャンが2015年3月、ハワイ州観光局局長エリック高畑から同局キッズ親善大使に任命された。ジバニャンはハワイを訪れ同州知事のデービッド・イゲを表敬訪問した。
ジバニャンを含む妖怪ウォッチキャラクターが車体にデザインされたラッピング電車が日本各地で運行された。『映画 妖怪ウォッチ 誕生の秘密だニャン!』公開の際には、西武鉄道、西鉄天神大牟田線、JR西日本、JR山手線でラッピング電車が運行された。また、九州旅客鉄道（JR九州）も同映画公開に合わせてタイアップを行い、九州新幹線がラッピングされた。2015年にも南海電気鉄道がラッピング車両を運行している。
また、アニメでジバニャンの大好物として登場する「チョコボー」は実際に製品化され、2014年9月にバンダイから発売されている。パフやコーンフレークがチョコレートに詰まっており、パッケージデザインも再現された。

### ギャラリー

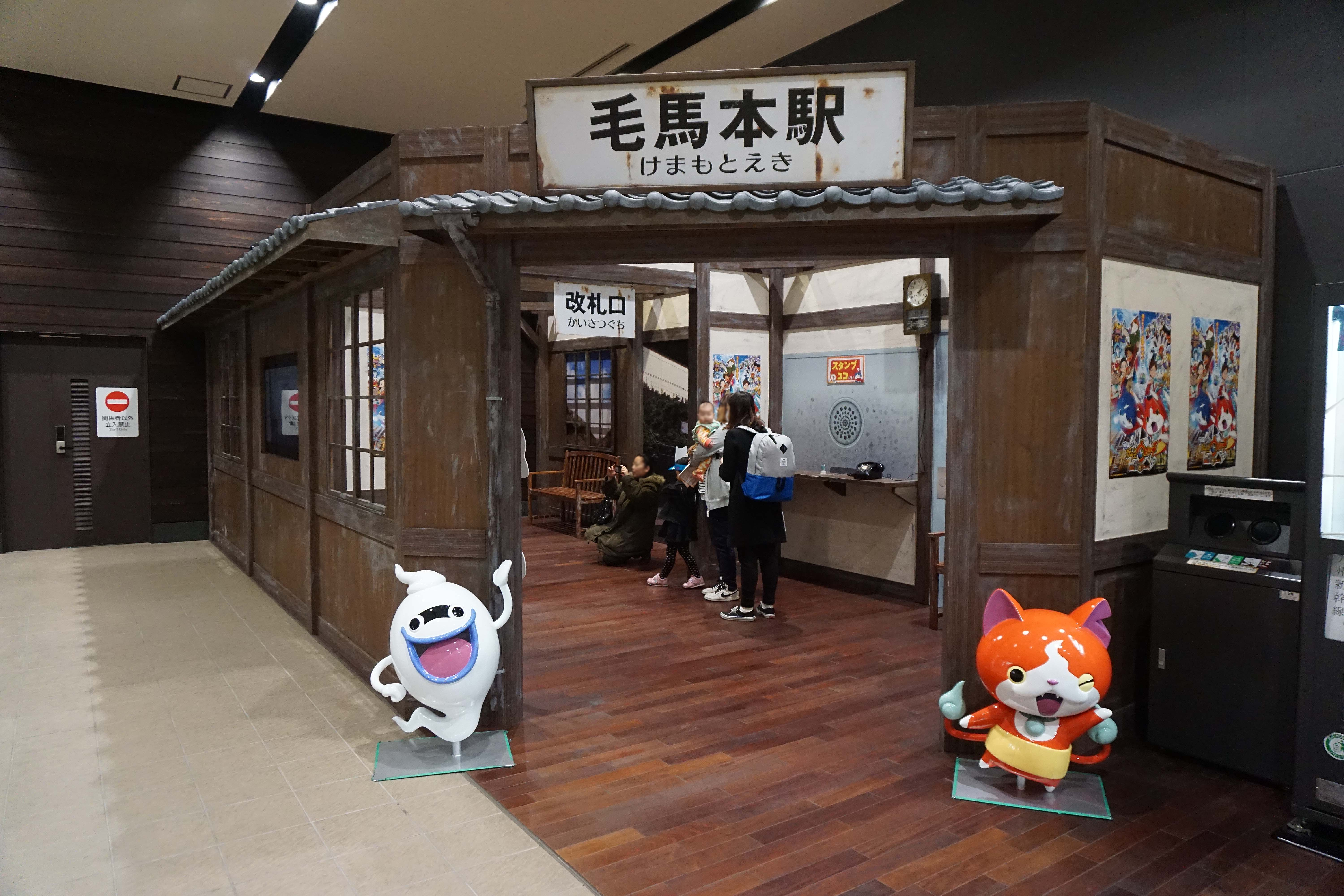
先述したJR九州のタイアップ企画で熊本駅に登場した「毛馬本駅」。ジバニャンの像が設置されている。
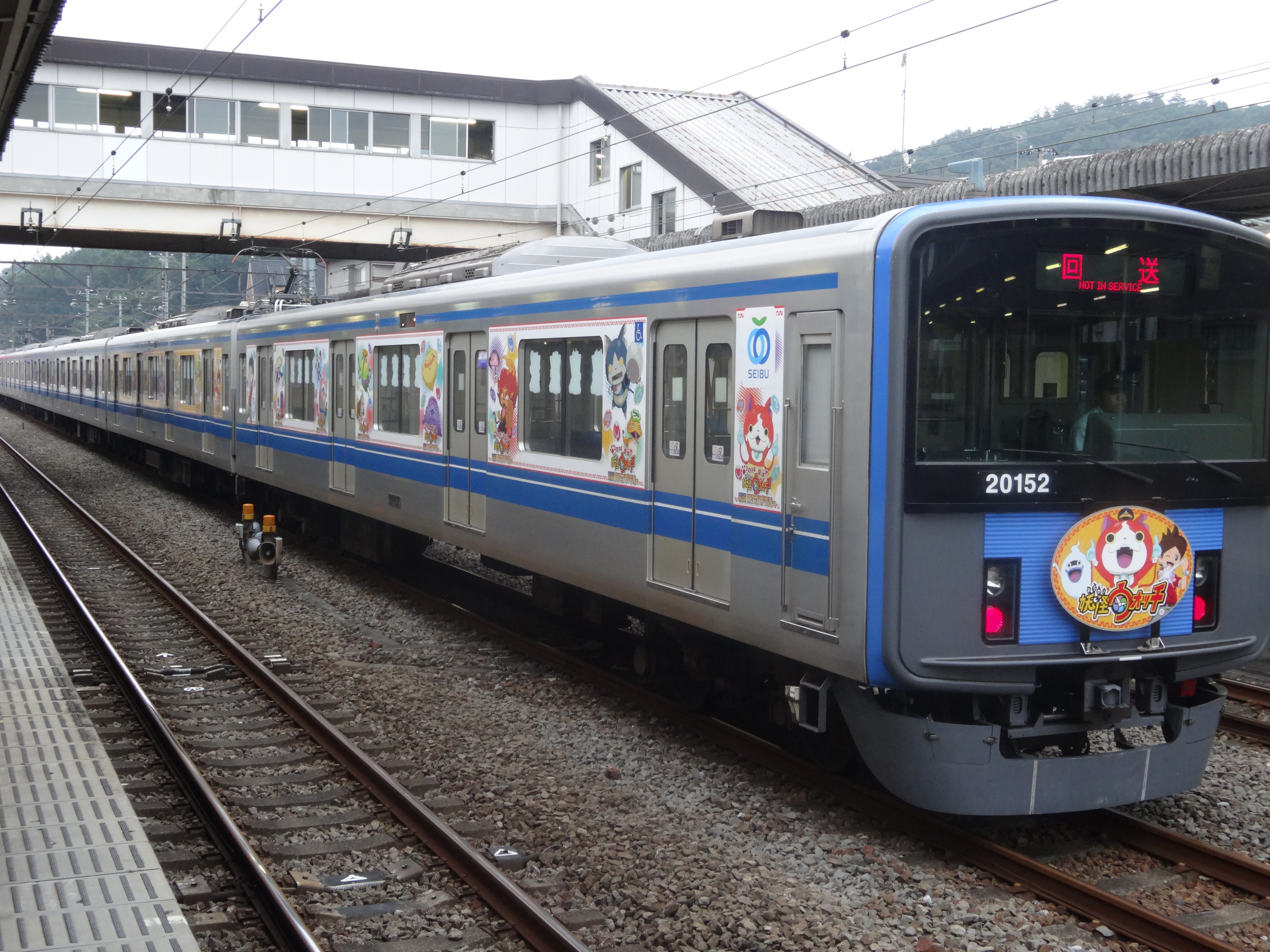
西武鉄道20000系ラッピング車両。2014年8月、仏子駅。
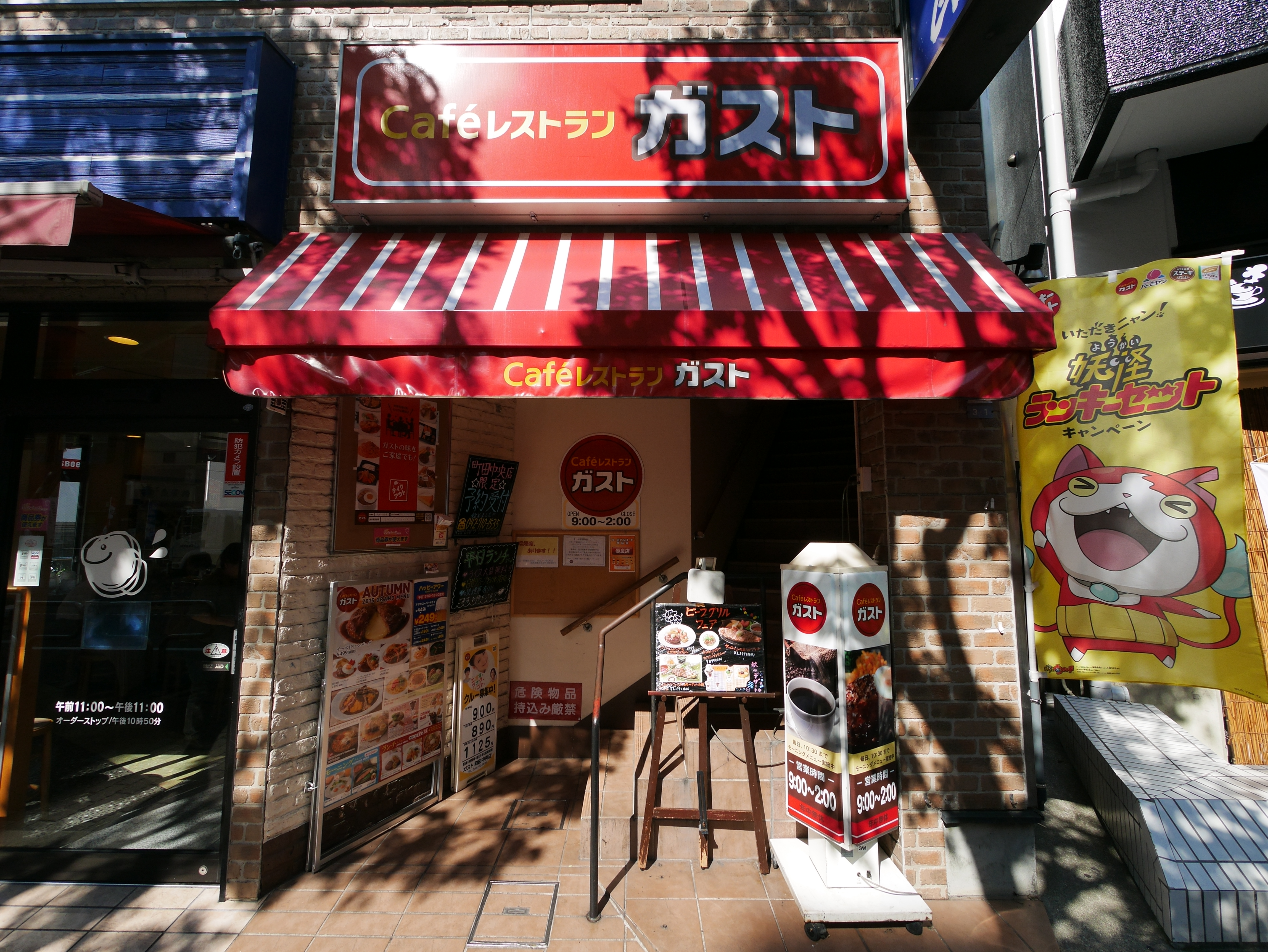
ジバニャンののぼりが立つガスト（すかいらーく）店舗。2015年9月、東京都内。